# Walkmüllersiepen
Walkmüllersiepen ist eine Hofschaft in Radevormwald im Oberbergischen Kreis im nordrhein-westfälischen Regierungsbezirk Köln in Deutschland.

## Lage und Beschreibung

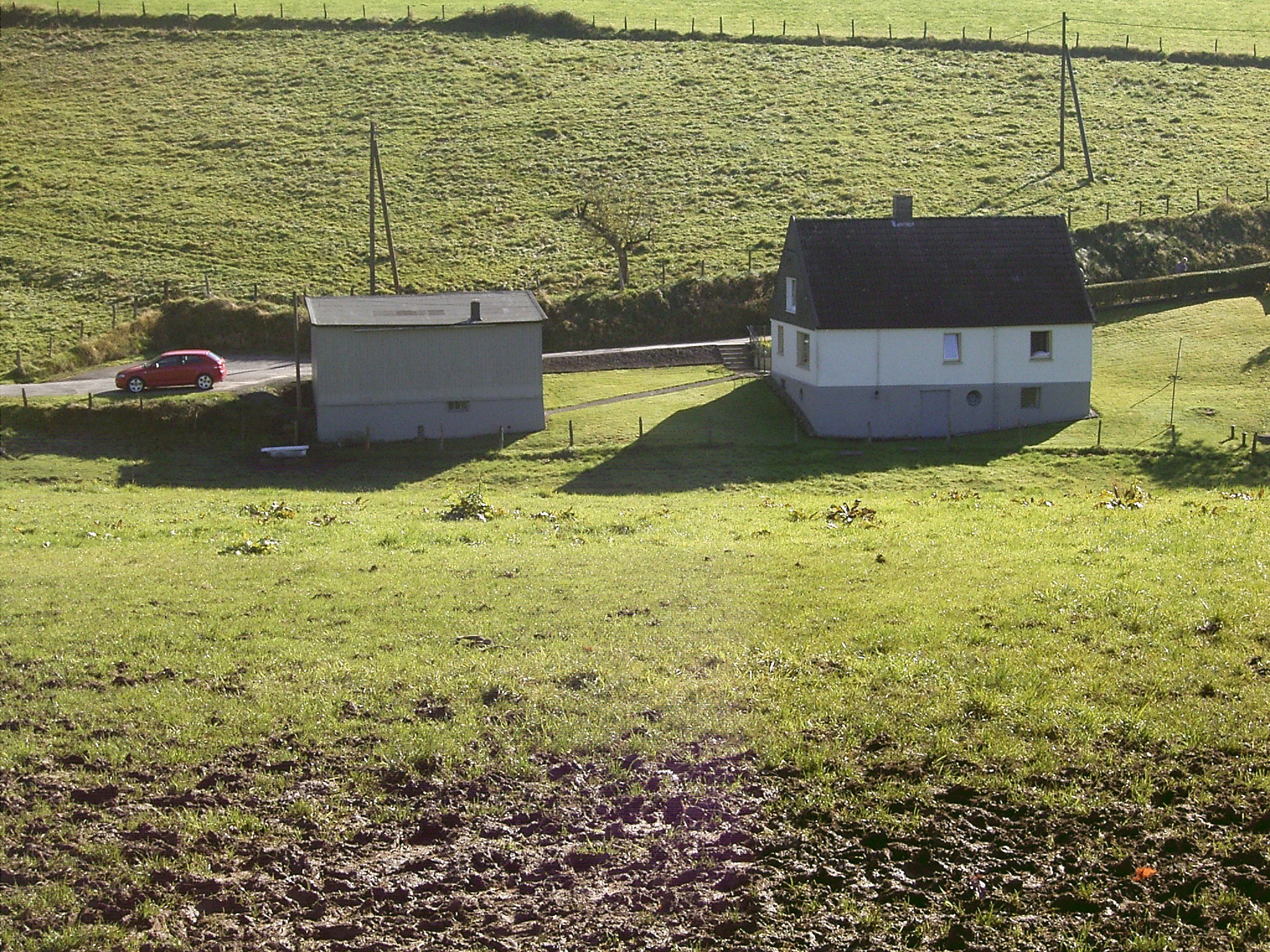
Gehöft in Walkmüllersiepen

Walkmüllersiepen liegt südlich des Radevormwalder Stadtzentrums. Nachbarorte sind Radevormwald, Espert, Geilensiepen Kattenbusch und Sieplenbusch.
Westlich der Hofschaft fließt der Ispingrader Bach, ein Nebenbach der Wupper vorbei.
Politisch wird der Ort durch den Direktkandidaten des Wahlbezirks 90 im Rat der Stadt Radevormwald vertreten.

## Geschichte
Die historische topografische Karte von 1892 bis 1894 (Preußische Neuaufnahme) zeigt die Hofschaft mit der Bezeichnung „Walkmüllersiepen“.

## Wanderwege
Der Ortsrundwanderweg A1 führt durch die Hofschaft.